# Daniel Onega
Daniel Onega (Las Parejas, 17 maart 1945) is een voormalig Argentijns voetballer. 
In 1965 begon hij zijn profcarrière bij River Plate. Al een jaar later verwierf hij internationale faam door topschutter te worden in de Copa Libertadores met 17 goals. River Plate bereikte de finale daar, maar verloor die van CA Peñarol. 17 goals is nog steeds een record voor de Copa Libertadores. In 1973 ging hij op Europees avontuur bij de Spaanse tweedeklasser Córdoba CF. In 1978 beëindigde hij zijn carrière bij het Colombiaanse Millonarios, waarmee hij de titel won. De enige titel in zijn carrière. 
Bij River Plate speelde hij samen met zijn oudere broer Ermindo Onega, die in 1979 omkwam bij een autocrash. 